# Enclosure

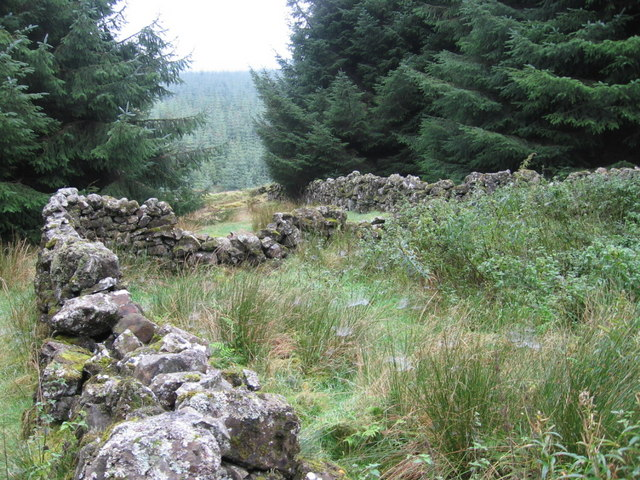
Antic encerclament al bosc

L'enclosure (literalment en català encerclament) és el tancament dels terrenys comunals (terra demanial) a favor dels terratinents que va tenir lloc al Regne Unit entre els segles xviii i xix, però amb una intensificació a partir del segle xvi. Aquesta llei va provocar que tots els grangers haguessin de pagar per gaudir del dret d'accés i us de les terres, i de la seva propietat. Pràcticament totes les van perdre. Els camperols que no van poder emigrar, van haver d'anar a treballar a les fàbriques en condicions roïnes i amb un salari mínim.
Els acords per tancar terres podrien ser mitjançant un procés "formal" o "informal". El procés normalment es pot dur a terme de tres maneres. Primer hi va haver la creació de "tancats", extretes dels camps comuns més grans pels seus propietaris. En segon lloc, va haver-hi el tancament per part dels propietaris, que actuaven conjuntament, normalment petits agricultors o escuders, que conduïa al tancament de parròquies senceres. Finalment hi va haver tancaments per Actes del Parlament.
La raó principal del tancament era millorar l'eficiència de l'agricultura. Tanmateix, també hi havia altres motius, com que el valor del terreny tancat augmentaria substancialment. Aquesta política va tenir conseqüències socials, amb moltes protestes per la retirada de drets dels plebeus. Els historiadors consideren que els disturbis de les enclosures són "la forma preeminent" de protesta social des de la dècada de 1530 fins a la dècada de 1640.

## Història
Després que Guillem I va envair i conquerir Anglaterra el 1066, les terres del regne foren repartides entre 180 barons, que les gestionaven com a arrendataris. No obstant això, va prometre al poble anglès que mantindria les lleis d'Eduard el Confessor, a partir de les quals els plebeus encara podien exercir els seus antics drets consuetudinaris. La propietat de la terra al Regne Unit es basava en el sistema feudal introduït pels normands que atorgava la propietat de la terra a la Corona. El contracte original obligava a les persones que ocupaven un terreny a prestar algun tipus de servei. Això va evolucionar cap a un acord financer que evitava o substituir el servei prestat.
Arran de la introducció del sistema feudal, es va produir un augment del creixement econòmic amb l'expansió urbana del país. Al segle xiii, els Lords van gestionar força be l'economia del país, però els camperols van empitjorar la seva situació, reduint les seves propietats, en enfrontar-se a costos cada cop més grans. A conseqüència dels brots de la pesta negra a mitjans del segle xiv es va produir una important disminució de la població i els rendiments dels cultius. La disminució de la població va exigir una gran demanda de treballadors del camp. Els terratinents van haver d'enfrontar-se a l'opció d'augmentar els salaris per atraure els camperols assalariats, o deixar les seves terres sense utilitzar. Els salaris dels treballadors van augmentar i es van traduir en inflació a tota l'economia. Les dificultats consegüents per contractar mà d'obra s'ha vist com la causa de l'abandonament de la terra i la desaparició del sistema feudal, tot i que alguns historiadors han suggerit que els efectes de la pesta negra només poden haver accelerat el procés.
Des del segle XII les terres agrícoles havien estat tancades. Tanmateix, la història dels enclosures a Anglaterra és diferent d'una regió a una altra. Algunes parts del sud-est d'Anglaterra, en particular àrees d'Essex i Kent, van conservar el sistema de camp celta preromà d'agricultura en petits camps tancats. De la mateixa manera, a gran part de l'oest i nord-oest d'Anglaterra, els camps no estaven mai oberts o es van tancar aviat. L'àrea principal de gestió del camp, coneguda com el "sistema de camp obert", es trobava a les zones baixes d'Anglaterra, en una zona ampla des de Yorkshire i Lincolnshire en diagonal, a través d'Anglaterra cap al sud, ocupant parts de Norfolk i Suffolk, Cambridgeshire, grans àrees de les Midlands i la major part del centre-sud d'Anglaterra.

## Sistemes d'enclosure
Hi havia dues grans categories de tancament de terres: acords "formals" o "informals". El tancament formal es va aconseguir mitjançant una llei del parlament a partir de 1836 o mitjançant un acord escrit signat per totes les parts implicades. El registre escrit probablement també inclouria un mapa.
Amb els acords informals, hi podia haver un registre escrit mínim o no, i en alguns casos hi podia haver un mapa de l'acord. El tancament informal més senzill era la "unitat de possessió". En virtut d'això, si un individu aconseguia l'adquisició de totes les franges de terra dispars d'una zona, i les consolidava en una peça sencera, per exemple una casa pairal, aleshores els drets comunals deixarien d'existir, donat que no hi havia ningú que els pogués exercir.

### Sistema de camps oberts
Abans que es produïssin els tancaments de terres comunals a Anglaterra, la terra "comuna" estava sota el control del senyor feudal. Tot i la propietat senyorial, els plebeus tenien drets legals sobre la terra i el senyor no podia tancar-la. La casa pairal habitual constava de dos elements, el pagès arrendatari, i l'explotació senyorial, coneguda com la finca del domini feudal. La terra que el senyor tenia era per al seu benefici i era conreada pels seus propis empleats directes o per mà d'obra. Els masovers havien de pagar el lloguer, que podria ser en efectiu, mà d'obra o productes agraris. Els llogaters tenien certs drets, com ara pastura, panage (dret pastura en boscs) o com en dret a manteniment de la terra a través d'un subsidi, que podien ser compartits amb els veïns, i en alguns casos en brut: dret legal concedit a una persona per accedir a la terra d'una altra, com en el cas de la pastura dels ramats. Les terres de mala qualitat que només servien per a pasturar animals o recollir combustible, sovint no pagaven impostos i eren zones molt estretes, d'uns 0,91 m d'ample, en llocs de difícil accés, com ara vores de penya-segats, voreres de terrenys senyorials, o zones de roca nua, Sovint eren "cultivades" per camperols sense terra.
El terreny restant s'organitzava en un gran nombre de franges estretes. Cada llogater posseïa diverses franges al llarg de la propietat del senyor. El sistema de camp obert era administrat per tribunals senyorials, que exercien cert control col·lectiu. El terreny d'una mansió sota aquest sistema consistiria en: Dos o tres camps comuns molt grans de terra cultivable dividida en franges; els prats de farratge sec comuns molt grans, coneguts com a prat o dale; tanques; ocasionalment parcs, i terres de mala qualitat per pasturar o recollir llenya.
El que ara es podria anomenar un sol camp, s'hauria dividit sota aquest sistema entre el senyor i els seus arrendataris. Als camperols més pobres (serf) se'ls permetia viure a les franges propietat del senyor a canvi de conrear la seva terra. El sistema de camp obert va ser probablement un desenvolupament del sistema de camp celta anterior, que va substituir. Aquest sistema utilitzava la rotació de conreus de tres camps. L'ordi, la civada i llegums, es plantarien en un camp a la primavera. El blat o el sègol al segon camp a la tardor. No hi havia adob artificial a l'Anglaterra medieval, de manera que l'ús continu de les terres cultivables esgotava la fertilitat del sòl. El sistema de camp obert va resoldre aquest problema. Ho va fer permetent que el tercer camp, de les terres de conreu, quedés sense conrear cada any i s'aprofités aquell camp "en guaret" per a pasturar els animals, sobre el rostoll de l'antic conreu. El fem que produïen els animals al guaret ajudaria a restaurar-ne la fertilitat. L'any següent, els camps en plantació i guaret es rotarien.
La naturalesa mateixa del sistema de rotació de tres camps va imposar una disciplina al senyor i als arrendataris en la gestió de les terres cultivables. Cadascú tenia la llibertat de fer el que volgués amb la seva pròpia terra, però havia de seguir els ritmes del sistema de rotació. Els arrendataris tenien bestiar, com ovelles, porcs, bestiar boví, cavalls, bous i aviram, i després de la collita, els camps es feien "comunals" perquè hi poguessin pasturar els animals. Encara hi ha exemples de pobles que utilitzen el sistema de camp obert, un exemple és Laxton, Nottinghamshire.

### Finalització del sistema de camps oberts
Amb la finalitat de cercar un major rendiment de les terres, els terratinents van buscar tècniques agronòmiques més eficients. Consideraven el tancament com una manera de millorar l'eficiència, però no es tractava simplement de tancar les explotacions existents; també hi va haver un canvi fonamental en la pràctica agrícola. Una de les innovacions més importants va ser el desenvolupament del sistema de quatre seccions de Norfolk, que va augmentar molt els rendiments dels cultius i del bestiar, millorant la fertilitat del sòl i reduint els períodes de guaret. El primer any es conreava blat, el segon naps, seguit d'ordi, amb trèvol i raigràs el tercer. El trèvol i el raigràs es pasturaven o es tallaven per alimentació pròpia a partir del quart any. Els naps s'utilitzaven per alimentar bestiar i ovelles a l'hivern. La pràctica de rotació de conreus a la mateixa zona en temporades rotatòries va ajudar a restaurar els nutrients de les plantes i reduir l'acumulació de patògens i plagues. El sistema també va millorar l'estructura i la fertilitat del sòl alternant plantes d'arrel profunda i d'arrel poc profunda. Per exemple, els naps poden recuperar els nutrients de les profunditats del sòl. Plantar cultius com ara naps i trèvols no era realista amb el sistema de camp obert, perquè l'accés sense restriccions al camp significava que el bestiar d'altres veins pasturaria als naps. Una altra característica important del sistema de Norfolk era que utilitzava mà d'obra en moments en què la demanda no arribava als nivells màxims.
Des del segle XII, alguns camps oberts a Gran Bretanya estaven tancats com a propietat individual. Després de l'Estatut de Merton el 1235, els senyorius van poder reorganitzar franges de terra de manera que es van reunir en un bloc contigu.
Els titulars de les propietats tenien un "arrendament habitual" al seu tros de terra que era legalment exigible. El problema era que un "arrendament de propietat" només era vàlid per a la vida del titular. L'hereu no tindria dret a l'herència encara que normalment per costum, a canvi d'una taxa (coneguda com a multa), l'hereu podria fer-se transferir el títol de propietat. Per eliminar els seus drets consuetudinaris, els propietaris van convertir el copyhold en un arrendament d'arrendament. L'arrendament va eliminar els drets habituals, però l'avantatge per a l'arrendatari era que la terra podia ser heretada.
Hi va haver un augment significatiu del tancaments durant el període Tudor. El tancament va ser realitzat sovint de manera unilateral pel terratinent, i de vegades de manera il·legal. El desallotjament generalitzat de persones de les seves terres va provocar l'enfonsament del sistema de camp obert en aquestes zones. Les privacions dels treballadors desplaçats han estat considerades pels historiadors com una causa de malestar social posterior.